# Hrvatska reprezentacija u australskom nogometu
Hrvatska reprezentacija u australskom nogometu, pod nadimkom Knights ("Vitezovi"), predstavlja državu Hrvatsku na međunarodnim reprezentativnim natjecanjima u športu australskom nogometu.
Krovna organizacija: 
Trenutačni izbornik:

## Nastupi na međunarodnim natjecanjima

### Nastupi naEP
- 2005.: ?
- 2007.: ?
- 2008.: srebro
- 2009.: bronca
- 2010.: zlato
- 2016.: zlato

## Vječna ljestvica osvajača odličja
Po stanju nakon EP-a 2010.
| Država     | Zlato | Srebro | Bronca | Ukupno |
| ---------- | ----- | ------ | ------ | ------ |
| Engleska   | 2     | 0      | 1      | 3      |
| Hrvatska   | 1     | 1      | 1      | 3      |
| Švedska    | 1     | 1      | 0      | 2      |
| Belgija    | 1     | 0      | 0      | 1      |
| Nizozemska | 0     | 2      | 1      | 3      |
| Njemačka   | 0     | 1      | 1      | 2      |
| Irska      | 0     | 0      | 1      | 1      |

### Nastupi nasrednjoeuropskom prvenstvu
- 2003.: nije sudjelovala
- 2004.: nije sudjelovala
- 2006.: srebro
- 2007.: bronca
- 2008.: zlato

### Nastupi nasvjetskom prvenstvu
- 2017.: zlato (divizija B)
- 2020.:

## Vanjske poveznice
- SANH (hrv.), (engl.)
- (engl.), Australian Football 2010 Euro Cup in Parabiago (Milan), Italy - SportingPulse Croatia win the 2010 Euro Cup, 10. lipnja 2010.